# Iván Cuéllar

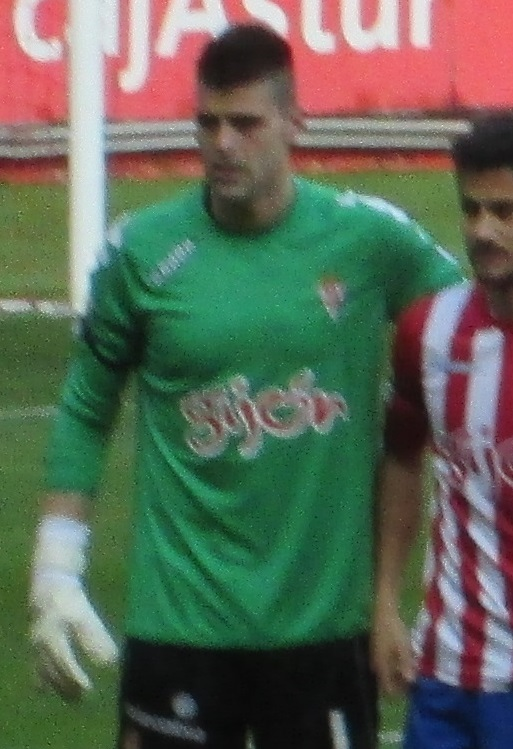
Iván Cuéllar

Iván Cuéllar Sacristán (Mérida, 27 mei 1984), is een Spaans profvoetballer die dienstdoet als keeper. Hij verruilde Sporting Gijón in juli 2017 transfervrij voor CD Leganés.

## Clubvoetbal
Cuéllar werd in 2004 overgeheveld van Atlético Madrid B naar het eerste team. Hij maakt zijn debuut op 29 mei 2005 tegen Getafe CF. Cuéllar kon nooit uit de schaduw treden van Leo Franco en verliet de club in 2008 voor Sporting Gijón. Ook hier moest hij vier jaar vechten voor speeltijd, tot hij in het seizoen 2013/14 de onbetwiste eerste doelman werd. Cuéllar speelde in negen jaar meer dan 200 wedstrijden voor de club, waarna hij in juli 2017 transfervrij overstapte naar CD Leganés. Ook hier werd hij basisspeler.

## Clubstatistieken
| Seizoen    | Club            | Land            | Competitie         | Wed. | Goals |
| ---------- | --------------- | --------------- | ------------------ | ---- | ----- |
| 2004/05    | Atlético Madrid | Vlag van Spanje | Primera División   | 1    | 0     |
| 2005/06    | Atlético Madrid | Vlag van Spanje | Primera División   | 0    | 0     |
| 2006/07    | Atlético Madrid | Vlag van Spanje | Primera División   | 7    | 0     |
| 2007/08    | → SD Eibar      | Vlag van Spanje | Segunda División A | 38   | 0     |
| 2008/09    | Sporting Gijón  | Vlag van Spanje | Primera División   | -    | -     |
| Bijgewerkt | 29-7-2008       |                 |                    |      |       |

1 Soriano ·
2 Altimira ·
3 Sáenz ·
4 Porozo ·
5 Tapia ·
6 González  ·
7 Rodríguez ·
8 Cissé ·
9 De la Fuente ·
10 Raba ·
11 Cruz ·
12 Rosier ·
13 Dmitrović ·
14 Brašanac ·
15 Franquesa ·
17 Neyou ·
18 Haller ·
19 D. García ·
20 Hernández ·
21 López ·
22 Nastasić ·
23 El Haddadi ·
24 Chicco ·
27 N. García ·
36 Abajas ·
Coach: Jiménez